# Dominique Ravoux
Dominique Ravoux (Langeac, 5 aprile 1878 – Cambrai, 5 dicembre 1950) è stato un ginnasta francese.
Partecipò ai Giochi olimpici del 1900 di Parigi dove arrivò trentaduesimo nella gara degli esercizi combinati con 249 punti.